# Tephroseris longifolia
Tephroseris longifolia là một loài thực vật có hoa trong họ Cúc. Loài này được (Jacq.) Griseb. & Schenk miêu tả khoa học đầu tiên năm 1852.